# Каминский, Иосиф Степанович
Ио́сиф Степа́нович Ками́нский (1818—1898) — русский архитектор, академик и профессор Императорской Академии художеств, руководитель строительства, затем архитектор Храма Христа Спасителя в Москве. Старший брат А. С. Каминского.

## Биография
Выходец из украинского дворянства. Родился в Москве 19 марта 1818 года.
В 1837 начал обучение в Императорской Академии художеств. Учился архитектуре у Константина Тона. В 1838 году получил малую серебряную медаль. В 1839 году окончил курс, удостоен звания художника архитектуры XIV класса и награждён шпагой.
С 1840 года работал на строительстве Большого Кремлёвского дворца. Являлся сначала младшим (с 1842 года), а в 1846—1873 годах — старшим помощником главного архитектора Комиссии для построения храма Христа Спасителя, фактически являлся руководителем строительства. В 1847 году получил звание академика архитектуры, а в 1859 году — профессора архитектуры. Имел обширную строительную практику в Москве и Подмосковье.
Имел награды: орден Святого Владимира  2-й степени (1883).
Скончался 27 августа 1898 года. Похоронен у церкви села Федоскино.

## Проекты и постройки
- Перестройка дома. Рождественский бульвар, 16 (1864);
- Перестройка дома. Арбат, 42 (1868);
- Церковь Григория Богослова в Богословском переулке. Петровский переулок, сквер у дома 1 (1876—1879; не сохранилась)[4].